# روز هفتم (فیلم ۲۰۱۴)
«روز هفتم» (انگلیسی: 7th Day) یک فیلم سینمایی اکشن و دلهره‌آور محصول سال ۲۰۱۴ سینمای مالایالم است.